# Баларама

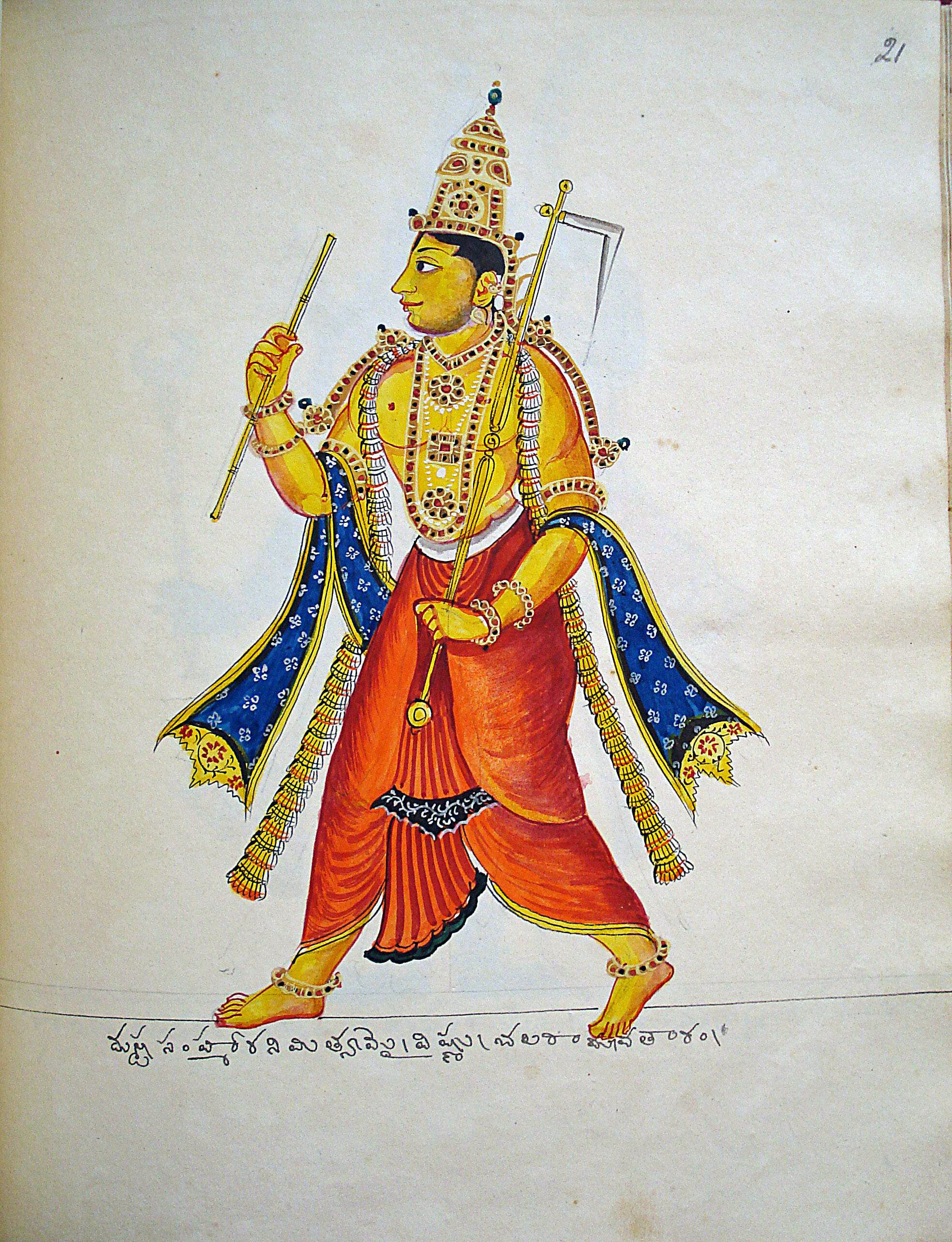
Баларама. Його атрибутом є плуг.

Баларама — одне із втілень Вішну, брат Крішни, причому іноді обидва брати вважаються не дітьми, а аватарами — земними втіленнями самого Вішну.
Згідно з Вішну-Пураною, Вішну вирвав зі своєї голови пару волосин, чорну і білу, і помістив їх у черево Девакі, яка почала після цього виношувати двох синів. Перед самим народженням обоє з дітей були чарівним чином перенесені в черево Рохіні. Це було зроблено для того, щоб врятувати дітей від смерті з рук жорстокого правителя Камси, що переслідував нащадків Вішну. Після появи на світ братів Крішни і Баларами виявилось, що в Баларами світла шкіра, а в Крішни — темна. З усіх нащадків-втілень Вішну брати більше всіх були схожі на звичайних людей. Обидва вони були мали звичайні людські слабкості, в них не було святої праведності, властивої іншим аватарам Вішну, наприклад Рамі. Коли один раз Баларамі потрібно було підійти до річки Ямуни, щоб зробити омовіння в її водах, він зажадав від річки, щоб вона текла ближче до нього, і загрожував Ямуні своїм плугом доти, поки та не виконала його вимогу.
Зазвичай Балараму зображують юнаком, що несе на плечі дрючок або плуг, а іноді і те, й інше.